# Panny wyklęte: wygnane vol. 2
Panny wyklęte: wygnane vol. 2 - kompilacja nagrań polskich wykonawców, w tym. m.in. takich jak: Ania Brachaczek, Natalia Kukulska, Ifi Ude oraz Jadwiga Basińska. Wydawnictwo ukazało się 18 maja 2015 roku nakładem Fundacji Niepodległości w dystrybucji Warner Music Poland.

## Lista utworów
Źródło.
| Nr  | Tytuł utworu | Słowa                     | Muzyka                                           | Długość |
| --- | --- | ------------------------- | ------------------------------------------------ | ------- |
| 1.  | „Zaśnij” (Kinga "Berka" Berkowicz, Maleo Reggae Rockers)                                                         | Kinga "Berka" Berkowicz   | Dariusz Malejonek, Maleo Reggae Rockers          |         |
| 2.  | „Byś wolny był” (Dziewczyny, Maleo Reggae Rockers)                                                               | Ania Szafraniec           | Dariusz Malejonek, Maleo Reggae Rockers          |         |
| 3.  | „Janina” (Mona, Maleo Reggae Rockers)                                                                            | Mona                      | Tomacki, Maleo Reggae Rockers                    |         |
| 4.  | „Gołębie serce” (Kasia Malejonek, Maleo Reggae Rockers)                                                          | Marcelina Stoszek         | Dariusz Malejonek, Maleo Reggae Rockers          |         |
| 5.  | „Po co to było” (Natalia Kukulska, Maleo Reggae Rockers)                                                         | Natalia Kukulska          | Tomacki, Dariusz Malejonek, Maleo Reggae Rockers |         |
| 6.  | „Raj” (Ania Brachaczek, Mona, Maleo Reggae Rockers)                                                              | Ania Brachaczek, Mona     | Dariusz Malejonek, Maleo Reggae Rockers          |         |
| 7.  | „Za pół godziny wracam do domu” (Jadwiga Basińska, Mazzoll, Maleo Reggae Rockers)                                | Jadwiga Basińska          | Dariusz Basiński                                 |         |
| 8.  | „Miłość nam wszystkim wybaczy” (Anna Przybysz, Orkiestra Syrena)                                                 | Anna Przybysz             | Mateusz Wachowiak, Łukasz Owczynnikow            |         |
| 9.  | „Nie zabije mnie nic” (Monika Borzym, Maleo Reggae Rockers)                                                      | Monika Borzym             | Dariusz Malejonek, Maleo Reggae Rockers          |         |
| 10. | „Czerwone maki” (Lilu, Maleo Reggae Rockers)                                                                     | Feliks Konarski           | Tomacki, Maleo Reggae Rockers                    |         |
| 11. | „Requiem” (Angelika Korszyńska-Górny, Maleo Reggae Rockers)                                                      | Angelika Korszyńska-Górny | Dariusz Malejonek, Maleo Reggae Rockers          |         |
| 12. | „Litania” (Ifi Ude, Dariusz Malejonek, Maleo Reggae Rockers)                                                     | Jakub Podolski            | Dariusz Malejonek, Maleo Reggae Rockers          |         |
| 13. | „Musisz” (Paresłów, Maleo Reggae Rockers)                                                                        | Paresłów                  | Tomacki, Maleo Reggae Rockers                    |         |
| 14. | „Będziemy Polską” (Ania Rusowicz, Krzysztof Herdzin)                                                             | Ania Rusowicz             | Ania Rusowicz                                    |         |
| 15. | „Bogurodzica” (Anna Witczak - Czerniawska, Mazzoll, Janusz Prusinowski, Dariusz Malejonek, Maleo Reggae Rockers) |                           | Dariusz Malejonek, Maleo Reggae Rockers          |         |